# Theron Mountains
Die Theron Mountains (in Argentinien Cordillera Rufino) sind ein Gebirgszug im ostantarktischen Coatsland. Mit Höhen von bis zu 1175 m erstrecken sie sich in nordost-südwestlicher Ausdehnung über eine Länge von 45 km am Ostrand des Filchner-Ronne-Schelfeises.
Erstmals gesichtet wurden sie bei einem Überflug durch Teilnehmer der Commonwealth Trans-Antarctic Expedition (1955–1958) unter der Leitung des britischen Polarforschers Vivian Fuchs. Benannt sind sie nach dem Schiff Theron, das bei dieser Forschungsreise eingesetzt wurde. Namensgeber der argentinischen Benennung ist die Stadt Rufino.